# Itamar Willner

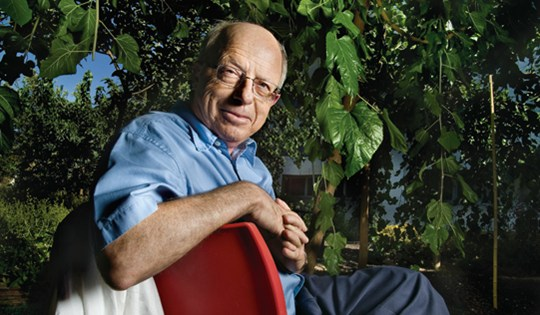
Itamar Willner

Itamar Willner (* 27. Januar 1947 in Bukarest) ist ein israelischer Chemiker.

## Leben
Willner wurde 1978 an der Hebräischen Universität in Jerusalem in Physikalischer Organischer Chemie promoviert. Als Post-Doktorand war er an der University of California, Berkeley, an der er 1980 Adjunct Assistant Professor wurde. 1981 wurde er Senior Lecturer an der Hebräischen Universität, 1983 Associate Professor und 1986 Professor.
Er befasst sich mit Supramolekularer Chemie und Nanowissenschaften (Nanobiotechnologie, molekulare und biomolekulare Elektronik, molekulare und biomolekulare Maschinen, künstliche Photosynthese, Biosensoren, Bio-Brennstoffzellen, Photokatalyse, Elektronik und Photophysik von Nanoteilchen und Quantenpunkten, molekularer Selbst-Zusammenbau).
Er ist Mitglied der American Association for the Advancement of Science und wurde 2002 Mitglied der Israelischen Akademie der Wissenschaften. 2009 wurde er Fellow der Royal Society of Chemistry und 2009 der Leopoldina (Matrikel-Nr. 7275) und er ist Mitglied der Europäischen Akademie der Wissenschaften und Künste. 1998 erhielt er den Max-Planck-Forschungspreis für internationale Kooperation, 1993 den Kolthoff-Preis des Technion, 2002 den Israel-Preis, 2001 den Preis der israelischen chemischen Gesellschaft und 2008 den EMET-Preis und den Rothschild-Preis in Chemie. Den EMET-Preis erhielt er für Pionier-Forschung und Förderung von molekularer und biomolekularer Elektronik sowie der Entwicklung der Bionanotechnologie und Etablierung eines interdisziplinären (Chemie, Biologie und Materialwissenschaften verbindenden) Forschungsfelds. Seine Forschung führte zur Entwicklung von Sensoren für klinische Diagnostik und zur Entdeckung von Sprengstoffen, sowie zu der Konstruktion von Bio-Brennstoffzellen und Anlagen für die Konvertierung von Solarenergie. Vielfach nimmt er sich biologische Systeme als Vorbild.
2014 und 2015 gehörte er zu den hochzitierten Wissenschaftlern bei Thomson-Reuters.

## Schriften (Auswahl)
- mit E. Katz: Integrated nanoparticle–biomolecule hybrid systems: synthesis, properties, and applications, Angewandte Chemie International Edition, Band 43, 2004, S. 6042–6108
- mit A. N. Shipway, E. Katz: Nanoparticle arrays on surfaces for electronic, optical, and sensor applications, ChemPhysChem 1, 2000, S. 18–52
- mit Y. Xiao u. a.: "Plugging into enzymes": Nanowiring of redox enzymes by a gold nanoparticle, Science, Band 299, 2003, S. 1877–1881
- mit E. Katz: Probing biomolecular interactions at conductive and semiconductive surfaces by impedance spectroscopy: routes to impedimetric immunosensors, DNA-sensors, and enzyme biosensors, Electroanalysis, Band 15, 2003, S. 913–947